# Dresdner Striezelmarkt

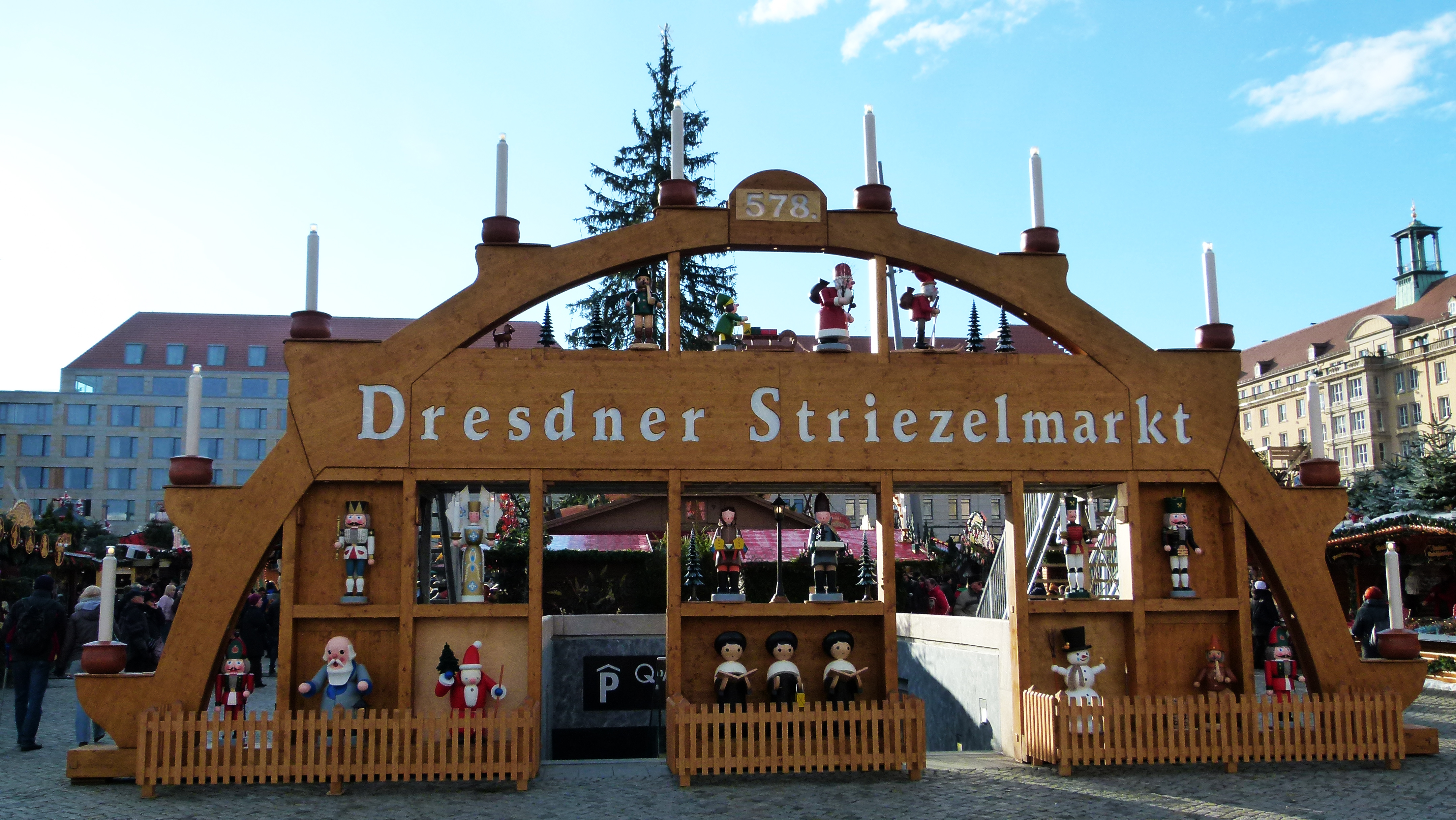
578. Dresdner Striezelmarkt 2012

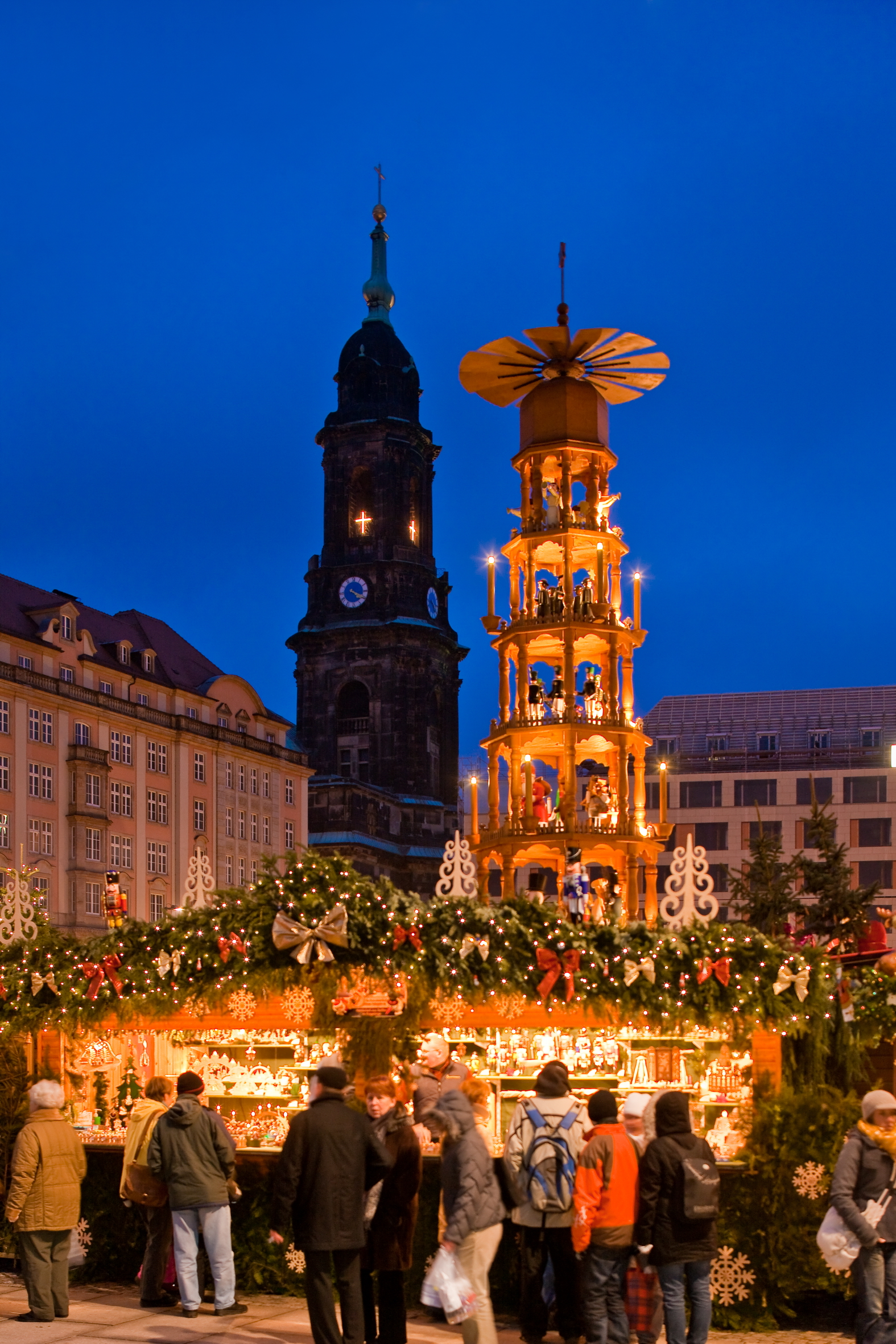
Weltgrößte erzgebirgische Stufenpyramide

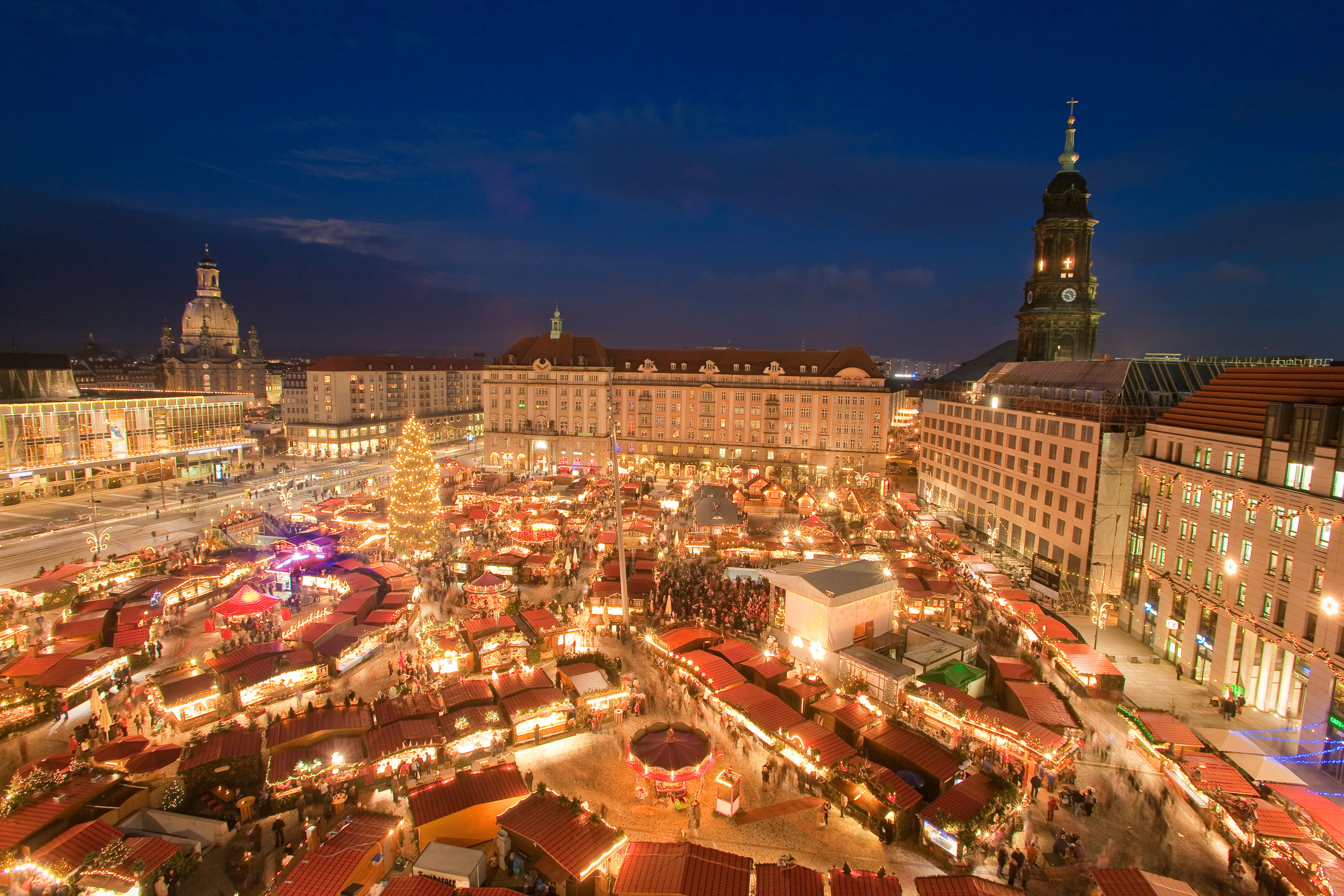
Der 575. Striezelmarkt 2009 von oben

Der Dresdner Striezelmarkt ist ein Weihnachtsmarkt in Dresden. Er wird seit 1434 im Advent meistens auf dem Altmarkt veranstaltet und zieht jährlich im Durchschnitt zwei Millionen Besucher an. Er ist der älteste mit einer Urkunde bestätigte Weihnachtsmarkt Deutschlands. 80 Prozent der Händler stammen aus Sachsen. Der Gesamtumsatz beträgt jährlich ca. 48 Millionen Euro.

## Name
Der Name Striezelmarkt leitet sich seit ca. 1500 vom Dresdner Stollen ab, einem Hefegebäck in länglicher Form, das im Mittelhochdeutschen Strutzel oder Striezel genannt wird.

## Geschichte vor 1945
Der Dresdner Striezelmarkt geht zurück auf ein landesherrliches Privileg, das der sächsische Kurfürst Friedrich II. und sein Bruder Herzog Sigismund am 19. Oktober 1434 dem Rat der Stadt Dresden ausstellten. Ursprünglich handelte es sich um einen eintägigen Fleischmarkt an einem beliebigen Wochentag und Heiligabend, auf dem die Bewohner nach den vorweihnachtlichen Fastentagen ihren Weihnachtsbraten kaufen konnten. Da sich der Markt bewährte, wurde er beibehalten. Später kamen weitere Verkaufswaren hinzu. Das Christbrot, auch Striezel oder Stollen genannt, gab dem am Montag vor Weihnachten stattfindenden Markt ab 1548 den Namen Striezelmontag.
Für den einst eintägigen Markt lohnte es sich nicht, Buden oder wettergeschützte Verkaufsstände zu errichten. Daher wurden für die Striezel (Strutzel) einfache Bretter (Strutzelbretter) als Unterlage genutzt, welche der Rat zu Dresden gegen Gebühr leihweise abgab. Karren zum Transport wurden ebenfalls schon 1507 vermietet.
Im 16. Jahrhundert lockte die steigende Nachfrage immer mehr Handwerker und Händler aus benachbarten Ortschaften, aus dem Erzgebirge, der Oberlausitz und aus Böhmen an. In dieser Zeit kam es zu ersten Streitigkeiten zwischen den ansässigen Handwerkern und Händlern sowie den zum Striezelmontag angereisten auswärtigen Verkäufern. Beschwerden, um die angereisten Händler vom Markt zu verbannen, weil diese oftmals ihre Waren billiger verkauften, wurden schon 1649 an den Rat zu Dresden gerichtet. Vorerst ohne Erfolg, denn weiterhin blieb das Feilhalten durch „die Fremden“ am Striezelmontag gebräuchlich. Nebenher waren auf dem Markt zahlreiche Gaukler, Marktschreier und Liedersänger anzutreffen, ebenso Wunderdoktoren, Zahnkünstler und Bruchmeister. Später kam noch das Comödienspiel hinzu.
Ab 1655 boten die Pfefferküchler aus Pulsnitz ihre Waren an. Ab 1704 wurde die Anwesenheit von „fremden Händlern“ auf dem Striezelmarkt durch einen kurfürstlichen Entscheid eingeschränkt. Im Jahre 1706 war das Abhalten des Striezelmarktes lange Zeit ungewiss, denn auch nach dem abgeschlossenen Friedensvertrag mit Schwedenkönig Karl XII. hielten sich dessen Truppen noch zahlreich im Lande auf. Ab 1710 wurden die Marktdauer auf drei, später acht, Tage verlängert und das Angebot deutlich erweitert. Mit dem Erlass vom 5. September 1721 war dann auch den fremden Händlern das Feilhalten zum Striezelmontag auf „zweene Tag nach einander hinfüro zu verstatten und deshalben das Nötige behörig zu verfügen“. Der Dresdner Striezelmarkt zählte bald neben dem Nürnberger Christkindlesmarkt und dem Frankfurter Christkindchesmarkt zu den bedeutendsten deutschen Weihnachtsmärkten.
Neben Töpferwaren bestimmten ab der zweiten Hälfte des 18. Jahrhunderts zunehmend Spielzeugausladen mit gedrechseltem und geschnitztem „Puppenwerk“ das Bild des Marktes. Besonders die erzgebirgischen „Schachtelleute“ (Spielzeughändler) bestimmten zum Ärger der Dresdner Drechslerinnung das Geschäft. Auch die Dresdner Töpfer beklagten sich oft über die angereiste Konkurrenz aus anderen sächsischen Städten. 1727 wurde den angereisten Töpfern nur ein Korb mit Ware zum Verkauf gestattet. Da die Händler nun mit größeren Körben nach Dresden kamen, prüfte ab 1728 ein Marktmeister deren Größe. Es durfte nun nicht mehr Ware im Korb sein, als in einem Korb getragen werden konnte. Grundsätzlich weggenommen wurde damals der gesamte Warenbestand, welcher durch Kontrolle beim verbotenen Hausierengehen gefunden wurde. Damit war der Streit nicht beendet. 1767 waren zum Beispiel die Töpfer aus Meißen vom Striezelmarkt verdrängt.
Vor allem ab dem 18. Jahrhundert war der Markt ein Handelsplatz für auswärtige Händler: z. B. Lausitzer Leineweber, böhmische Glashändler, erzgebirgische Blechwarenhändler.
Ab 1787 konnten die Händler eine feste, d. h. nicht übertragbare und lebenslange Stelle für 16 Groschen bei der Stadtbehörde durch Eingabe erwerben. Ab dem Jahre 1791 wurde jedem Händler, der für die letzten drei Märkte nicht nach Dresden gekommen war, der weitere Besuch des Striezelmarktes verboten. Im Jahre 1811 gab es auf dem Dresdner Striezelmarkt insgesamt 271 fest eingeschriebene Plätze.
Ab 1800 konnten auf dem Markt auch Christbäume erworben werden. Der Kleinhandel auf dem Markt und in den umliegenden Straßen wurde um 1800 besonders von Kindern, die Striezelkinder, betrieben. Sie bereicherten den Striezelmarkt mit handgefertigten Papierlaternen, Puppen, Pflaumentoffeln und anderen weihnachtlichen Gegenständen. Nach der Verordnung vom 28. November 1850 wurde den Kindern der Handel an den letzten 14 Tagen vor Weihnachten erlaubt.

Julius Otto Fritzsche – Striezelmarkt auf dem Neustädter Markt (Datierung um 1910)

Eine besondere Rolle nahmen die Friedrichstädter Bäcker (Dresden-Friedrichstadt) ein, welchen der Verkauf auf dem Striezelmarkt bisher untersagt war. Sie bildeten zwar seit 1765 eine zünftige Innung, doch galten sie als Fremde und wurden nicht mit ihren Verkaufsständen geduldet. Ab 1791 galten dann alle Händler aus der Stadt Dresden und deren Vorstädten als gleichberechtigt. Die Marktbestimmungen wurden streng durch die Mitglieder der Handelsinnung überwacht. Wurde ein Händler beim vorzeitigen Verkauf ertappt, musste dieser 10 Taler Strafe bezahlen.
Die für das Jahr gültigen Marktbestimmungen wurden ab 1864 im Dresdner Anzeiger veröffentlicht. Ab 1879 durften die Inhaber von Christmarktständen nur ihre Angehörigen oder Personen zum Verkauf beschäftigen, welche sich in ihren persönlichen Diensten befanden, oder die in der Stadt Dresden wohnten. Bei Zuwiderhandlung drohten das Schließen des Standes und eine Geldstrafe von bis zu 60 Mark.
Ab den 1890er Jahren gab es Thüringer Glaskugeln zu kaufen.
Ab der zweiten Hälfte des 19. Jahrhunderts fand der Dresdner Striezelmarkt nicht durchgehend am Altmarkt statt. Der Standort wechselte und so wurde der Striezelmarkt oft in der Neustadt am Goldenen Reiter und auf der Hauptstraße abgehalten.
1910 wurde der kindliche Verkaufshandel untersagt.
In den 1930er Jahren fand der Markt im Stallhof statt.
Der Striezelmarkt hatte mehrfach prominenten Besuch. Am Abend des 22. Dezember 1852 wurde Kaiser Franz Joseph von Österreich von der königlichen Familie über den Striezelmarkt geführt. Einige Mitglieder der königlichen Familie besuchten regelmäßig den Striezelmarkt.

## Geschichte 1945 bis 1989
Der traditionelle Dresdner Striezelmarkt musste nach der Zerstörung der Innenstadt und ihrer Plätze für einige Jahre ausweichen. Vom 5. bis 13. Dezember 1945 fand eine Weihnachtsmesse in einem Saal der Goehle-Werke (heute Zentralwerk) an der Riesaer Straße statt, zu der mehr als 30.000 Besucher kamen. Von 1946 bis 1953 fand ein „Striezelmarkt mit Weihnachtsmesse“ in der Stadthalle am Nordplatz statt. Im Erdgeschoss der Halle waren nach alter Sitte Verkaufsbuden aufgestellt und in der oberen Etage stellte das Spielzeugmuseum Sonneberg (Thüringen) einige Exponate aus.
Von 1954 bis 1976 wechselte der Dresdner Striezelmarkt oft seinen Standort: Theaterplatz, Altmarkt, Webergasse, Wallstraße, Gewandhausstraße, Weiße Gasse und Kreuzstraße. So fand der Striezelmarkt 1954 erstmals wieder in der Altstadt und einmalig auf dem Theaterplatz mit 100 Verkaufsständen statt, 1955 und 1956 auf dem Altmarkt. Für einige Jahre in den 1970er Jahren zog der Striezelmarkt in die damaligen Ausstellungshallen am Dresdner Fučíkplatz (seit 1991: Straßburger Platz) um, kehrte aber 1977 wieder zum Altmarkt zurück.
1967 waren bereits wieder 87 Verkaufsbuden zum Striezelmarkt rings um den Altmarkt aufgestellt. Eröffnet wurde der Striezelmarkt in dieser Zeit mit dem Anschneiden eines zwei Meter langen Stollens. Weihnachtsmessen in der Stadthalle (bis 1967) und der Striezelmarkt fanden in der DDR über viele Jahre hinweg gleichzeitig statt. Während der Weihnachtsmessen erklang ein Glockenspiel aus Meißner Porzellan mit sechs Glocken, welches in einer weihnachtlichen Kulisse eingebaut war. Unter dem Motto „Laßt Friedensglocken über Deutschland klingen“ ertönten diese mehrmals täglich. Ab 1954 war dieses Porzellanglockenspiel in einer Pyramide auf dem Dresdner Striezelmarkt eingebaut und bis 1989 zu erleben. Der heutige Verbleib des Glockenspiels ist leider unbekannt.
Besuchermagnet war meist ein riesiger Adventskalender. Weitere Kennzeichen waren damals ein Schnee-, ein Berg- und ein Räuchermann sowie ein Pflaumentoffel von sieben Metern Höhe. Zwischen dem Striezelmarkt und der Kreuzkirche am Altmarkt existierte eine enge Verbindung, u. a. durch die Veranstaltungen „Adventsmusik zum Striezelmarkt“ mit Orgelkonzerten und dem Dresdner Kreuzchor in der Kreuzkirche. 1977 wurde eine 7,50 Meter hohe Pyramide mit 75 Spielzeugfiguren aufgestellt.
Es gab oft ein Sonderpostamt auf dem Dresdner Striezelmarkt, welches Sammler und Besucher wegen des Sonderstempels der Deutschen Post der DDR gern für ihre Weihnachtspost nutzten. Das Reisebüro der DDR bot Sonderfahrten mit Bus und Bahn zum Dresdner Striezelmarkt an.
In den 1980er Jahren gab es 100 Verkaufsstände auf dem Markt.
Für den 1988 erschienenen DDR-Fernsehfilm Die Weihnachtsgans Auguste wurden Szenen auf dem Striezelmarkt gedreht.

## Geschichte ab 1990

### 1990 bis 2021

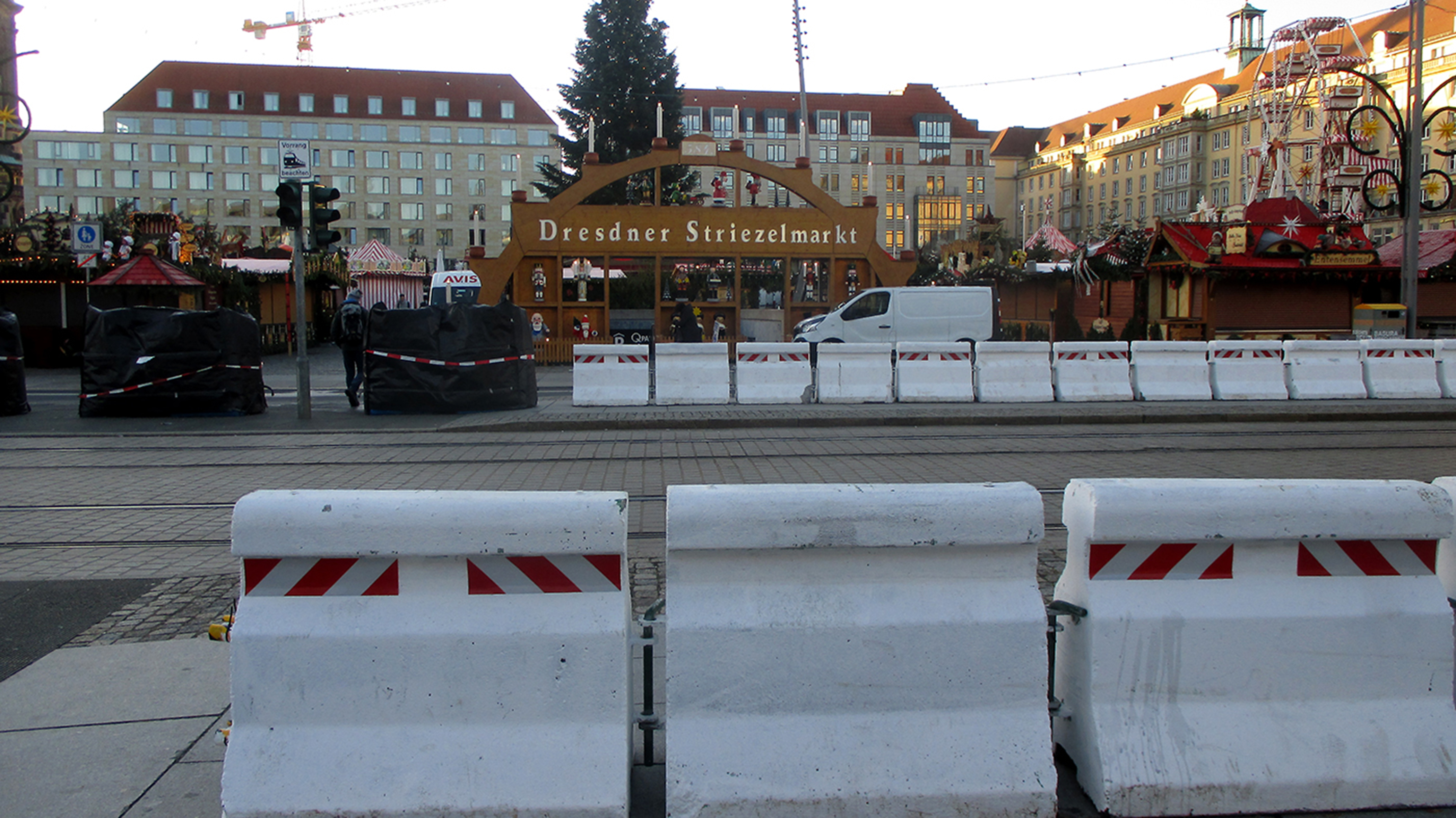
„Nizza-Sperre“ auf dem Weihnachtsmarkt Dresden 2018

1994 wurde auf dem Striezelmarkt das 1. Dresdner Stollenfest gefeiert. 1997 erhielt er eine neue Pyramide.
2007 fand der Striezelmarkt aufgrund des Umbaus des Altmarkts einmalig auf dem Ferdinandplatz statt. 2009 wurde der Markt umgestaltet. Er erhielt ein Eingangstor in Form eines begehbaren erzgebirgischen Schwibbogens. Außerdem wurde das Märchenschloss im Zentrum des Marktes durch eine kleinere, zunächst dezentral aufgestellte Bühne ersetzt; weitere Attraktionen des ehemaligen Schlosses wie das Kasperletheater und der Adventskalender wurden ebenfalls ausgelagert.
Zum Schutz vor Attentaten wurden 2017 erstmals 160 Betonpoller („Nizza-Sperren“) errichtet.
2020 und 2021 fiel der Striezelmarkt aufgrund der anhaltenden Corona-Pandemie aus.

### Seit 2022
- 2022: Der 588. Dresdner Striezelmarkt fand vom 23. November bis 24. Dezember 2022 statt. Es gab 202 Buden, 13 Prozent weniger als 2019. Es wurden 120.000 Liter Glühwein getrunken. Der Weihnachtsbaum war eine 22 Meter hohe Küstentanne aus Marbach (Striegistal), die am 30. Oktober 2022 aufgestellt wurde. Den Markt erleuchtete eine 2.900 Meter lange LED-Lichterkette. Der Stadt kostete der Markt an direkten Sachkosten ca. 1,24 Millionen Euro (Sicherheit, Beleuchtung, GEMA-Gebühren, Sanitäter, Abfallentsorgung, Baumtransport).[11]
- 2023: Der Markt dauerte vom 29. November bis 24. Dezember, das waren nur 26 Öffnungstage. Es gab 215 Buden. Der Weihnachtsbaum war eine 55 Jahre alte Colorado-Tanne aus Pirna.[12][13]
- 2024: Der 590. Markt hatte zwei Millionen Besucher. Er war an 28 Tagen vom 27. November bis 24. Dezember 2024 geöffnet. Der Weihnachtsbaum war eine Nordmann-Tanne aus Freital. Es gab 214 Stände mit 1000 Mitarbeitern und 100 Programmpunkte auf der Bühne. Die Glühweinpreise bewegten sich zwischen 4 und 5 Euro. Es wurden 140.000 Liter Glühwein ausgeschenkt, das sind 700.000 0,2-Liter-Tassen. 81.000 Tassen wurden als Souvenir mitgenommen. Höhepunkt war das Stollenfest mit 60.000 Besuchern.[14]

## Besonderheiten

### Allgemeines
Der Striezelmarkt beginnt am Mittwoch (2014 bis 2016 am Donnerstag) vor dem ersten Advent. Seit 2001 wird er um 15 Uhr mit einem ökumenischen Gottesdienst in der benachbarten Kreuzkirche begonnen, den der Dresdner Kreuzchor und die Dresdner Kapellknaben musikalisch gestalten. Anschließend wird er auf dem Altmarkt zeremoniell durch den Oberbürgermeister um 16 Uhr eröffnet. Dabei wird  ein Christstollen angeschnitten, dessen Länge der aktuellen Jahreszahl in mm entspricht.
Auf dem Markt wird unter anderem Holzschnitzerei aus dem Erzgebirge angeboten (Erzgebirgische Volkskunst). Ebenso werden Pulsnitzer Pfefferkuchen, Dresdner Stollen und Pflaumentoffel angeboten. Letztere sind kleine Männchen aus Backpflaumen, die erstmals 1801 erwähnt wurden. Der Glücksbringer ist den kleinen, oft erst sieben Jahre alten, Schlotfegerjungen mit Umhang und Leiter nachgebildet, die mit ihren Kehrbesen in die Kamine kletterten, um diese von innen zu reinigen.
Als „Währung“ werden Striezeltaler zum Kauf angeboten: 11 Taler für 10 Euro.
Als Höhepunkt des Marktes feiert man am Sonnabend vor dem 2. Advent das Dresdner Stollenfest, für das ein Riesenstollen gebacken wird (entfiel 2022). Dieser wird in einer Zeremonie auf dem Dresdner Striezelmarkt angeschnitten. Der Erlös kommt einem guten Zweck zugute. Weiterhin gibt es das Adventskalenderfest, das Pfefferkuchenfest, das Pyramidenfest und 2024 das Striezelkinderfest. Der Weihnachtsmann öffnet für die Kinder täglich ab dem 1. Dezember im Adventskalender Türen, hinter denen sich jeweils Bilder befinden.

### Aufbau
In der Mitte des Platzes steht seit 1997 mit 14,62 Meter Höhe die weltgrößte erzgebirgische Stufenpyramide. Sie wurde 1999 in das Guinness-Buch der Rekorde aufgenommen. Die Figuren sind aus sächsischen Hölzern wie Buche, Ahorn und Esche gefertigt und bis zu 1,80 Meter groß. Die Kosten für die Pyramide betrugen 250.000 D-Mark.
Das Tor zum Dresdner Striezelmarkt bildet seit 2009 der größte begehbare erzgebirgische Schwibbogen der Welt. Er ist 13,03 Meter breit und 5,85 Meter hoch. Bis 2008 bildete ein großes zentrales Element des Marktes das Märchenschloss, welches eine Bühne mit Adventskalender, ein Kasperletheater, einen Märchenwald und eine Weihnachtsmannwerkstatt beinhaltete. Zur Umgestaltung des Marktes 2009 wurde das Märchenschloss nicht mehr aufgebaut. Stattdessen wurde eine zunächst provisorische Bühne dezentral an einer Seite des Marktes errichtet. Diese Bühne wurde seit 2010 ausgestaltet und seitdem wieder in der Mitte des Marktes positioniert.
Kasperletheater und Adventskalender wurden an und in neuen Häusern ebenfalls dezentral neu errichtet. Des Weiteren gibt es seit 2009 für Kinder in einzelnen Häusern ein Wichtelkino, eine Bastelwerkstatt, eine Backstube und ein Märchenhaus. An der Nordseite des Marktes, an der Wilsdruffer Straße, steht seitdem ein großes Haus mit Schauwerkstätten und einer Touristinformation. Seit 2014 steht unter dem Weihnachtsbaum eine große erzgebirgische Weihnachtskrippe.

### Weihnachtsbaum
Nachdem der Weihnachtsbaum im Jahr 2012 für viel Kritik der Besucher sorgte, dürfen seither die Einwohner Dresdens, nach Vorauswahl von drei „Weihnachtsbaum-Bewerbern“ durch eine Jury, über den Weihnachtsbaum abstimmen. 2016 wurde ohne Abstimmung der erste der beiden 2015 nicht gewählten Bäume genommen. 2017 sollte der andere 2015 nicht gewählte Baum aufgestellt werden; da der Wuchs nicht mehr passte, bot Sachsenforst einen anderen Baum an, der dann aufgestellt wurde. Die Fichte stammte aus dem Tharandter Wald.
2018 wurde eine Küstentanne aus Pirna aufgestellt. Eine Wahl war geplant, in der Vorbesichtigung erfüllten jedoch die anderen neun vorausgewählten Bäume die aufgestellten Kriterien nicht. Dies betraf vor allem die Höhe, bei der sich die Bewerber verschätzten. 2019 wurde eine 25 Meter hohe Fichte aus dem Staatsforstrevier Bärenfels aufgestellt. 2021 wurde eine Küstentanne aus Crostau in der Oberlausitz auf dem Altmarkt aufgestellt. Sie war 20 Meter hoch und wurde mit einer Lichterkette mit 16.200 LEDs geschmückt. 2024 wurde auf dem Dresdner Altmarkt eine 25 Meter hohe Weihnachtstanne aufgestellt. Die Tanne, sorgfältig ausgewählt, wurde durch lokale Spendenaktionen und große Unterstützung der Stadt präsentiert, um die symbolische Bedeutung der Weihnachtszeit in Dresden hervorzuheben.

### Sonstiges
- Im Dezember 2015 legte das Rekord-Institut Hamburg die Streitfrage bei, welcher Weihnachtsmarkt der älteste Deutschlands wäre, der Striezelmarkt oder der Bautzener Wenzelsmarkt. Das Institut entschied, dass der Wenzelsmarkt Deutschlands ältester in einer Chronik erwähnte Weihnachtsmarkt (1384), der Striezelmarkt der älteste mit einer Urkunde bestätigte Weihnachtsmarkt Deutschlands sei.[21][22]
- Da im Jahr 2019 der 585. Striezelmarkt abgehalten wurde (und nicht der 586.), muss der Striezelmarkt seit 1434 in einem Jahr nicht gezählt worden sein. In welchem Jahr keine Zählung erfolgte, ist bisher nicht bekannt.
- Der Striezelmarkt fand während des Dreißigjährigen Krieges, des Siebenjährigen Krieges und während der beiden Weltkriege nicht statt.
- Der Dresdner Maler Julius Otto Fritzsche hat den Striezelmarkt auf dem Gemälde Der Dresdner Striezelmarkt am Goldenen Reiter in der Neustadt im Jahre 1910 dargestellt.